# Apristurus macrostomus
Apristurus macrostomus és un peix de la família dels esciliorrínids i de l'ordre dels carcariniformes.

## Morfologia
Les femelles arriben als 38 cm de longitud total.

## Reproducció
És ovípar.

## Distribució geogràfica
Es troba a les costes de la Mar de la Xina Meridional.